# Jacek Wszoła
Jacek Roman Wszoła (* 30. prosince 1956, Varšava) je bývalý polský sportovec, atlet, jehož specializace byl skok do výšky. Je olympijským vítězem letních her v Montrealu 1976 a stříbrným medailistou olympiády v Moskvě 1980.
V roce 1974 na mistrovství Evropy v Římě skončil pátý, když překonal 219 cm. Stejnou výšku zdolal i československý výškař Vladimír Malý, který však měl lepší technický zápis a získal bronz. V roce 1975 se stal v Athénách juniorským mistrem Evropy. Na olympiádě v Montrealu 1976 zvítězil coby devatenáctiletý v novém olympijském rekordu 225 cm. O čtyři roky později byl v Moskvě velmi blízko druhého triumfu v řadě, což se v celé historii olympijských her prozatím nikomu nepodařilo. Proti však byl Gerd Wessig z tehdejší Německé demokratické republiky, který zvítězil výkonem 236 cm, což tehdy znamenalo nový olympijský a světový rekord. Polský výškař nakonec získal stříbro za 231 cm. V roce 1977 se stal halovým mistrem Evropy a v Sofii získal zlatou medaili na letní univerziádě. Na mistrovství Evropy 1978, které hostila Praha, skončil ve finále šestý.
25. května 1980 vytvořil v Eberstadtu nový světový rekord hodnotou 235 cm. O den později rekord vyrovnal Dietmar Mögenburg.